# San Marino az olimpiai játékokon
San Marino az 1960-as nyári játékokon szerepelt először. 1968 óta mindegyik nyári olimpián, és 2002 óta mindegyik téli olimpián jelen voltak az ország sportolói, de érmes helyezést egészen 2021-ig nem értek el. Tokióban azonban három érmet is sikerült nyerniük. 
A San Marinó-i Olimpiai Bizottság 1959-ben alakult meg, a NOB még ebben az évben felvette tagjai sorába, a bizottság jelenlegi elnöke Angelo Vicini.

## Érmesek
| Érem  | Név                                 | Olimpia     | Sport         | Versenyszám              |
| ----- | ----------------------------------- | ----------- | ------------- | ------------------------ |
| Ezüst | Gian Marco Berti Alessandra Perilli | 2020. Tokió | Sportlövészet | Vegyes trap              |
| Bronz | Myles Amine                         | 2020. Tokió | Birkózás      | Férfi szabadfogás, 86 kg |
| Bronz | Alessandra Perilli                  | 2020. Tokió | Sportlövészet | Női trap                 |

## Éremtáblázatok

### Érmek a nyári olimpiai játékokon
| Olimpia              | Arany          | Ezüst          | Bronz          | Összesen       |
| 1960, Róma           | 0              | 0              | 0              | 0              |
| 1964, Tokió          | nem vett részt | nem vett részt | nem vett részt | nem vett részt |
| 1968, Mexikóváros    | 0              | 0              | 0              | 0              |
| 1972, München        | 0              | 0              | 0              | 0              |
| 1976, Montréal       | 0              | 0              | 0              | 0              |
| 1980, Moszkva        | 0              | 0              | 0              | 0              |
| 1984, Los Angeles    | 0              | 0              | 0              | 0              |
| 1988, Szöul          | 0              | 0              | 0              | 0              |
| 1992, Barcelona      | 0              | 0              | 0              | 0              |
| 1996, Atlanta        | 0              | 0              | 0              | 0              |
| 2000, Sydney         | 0              | 0              | 0              | 0              |
| 2004, Athén          | 0              | 0              | 0              | 0              |
| 2008, Peking         | 0              | 0              | 0              | 0              |
| 2012, London         | 0              | 0              | 0              | 0              |
| 2016, Rio de Janeiro | 0              | 0              | 0              | 0              |
| 2020, Tokió          | 0              | 1              | 2              | 3              |
| Összesen             | 0              | 1              | 2              | 3              |

## Érmek sportáganként

### Érmek a nyári olimpiai játékokon sportáganként
| San Marino érmei a nyári olimpiai játékokon sportáganként | San Marino érmei a nyári olimpiai játékokon sportáganként | San Marino érmei a nyári olimpiai játékokon sportáganként | San Marino érmei a nyári olimpiai játékokon sportáganként | Az olimpiai zászlaja |

| Sportág       | Arany | Ezüst | Bronz | Összesen |
| ------------- | ----- | ----- | ----- | -------- |
| Birkózás      | 0     | 0     | 1     | 1        |
| Sportlövészet | 0     | 1     | 1     | 2        |
| Összesen      | 0     | 1     | 2     | 3        |